# البدرواهية
البدِرواهية (بھدرواہی) لغة أصلية في شبه القارة الهندية، تنتمي إلى مجموعة اللغات الباهرية الغربية. يتحدث بها شعب البهادارواهية في منطقة بهادارواه في جمون وكشمير، الهند. تعود أصول هذه اللغة إلى السنسكريتية، التي تعتبر التراث اللغوي العريق والمحلي للمنطقة، وقد تطورت بشكل طبيعي في سياقها الثقافي.